# Arcturus baffini
Arcturus baffini is een pissebed uit de familie Arcturidae. De wetenschappelijke naam van de soort is voor het eerst geldig gepubliceerd in 1824 door Sabine.